# Thrombose de la veine porte
 Mise en garde médicale
La thrombose de la veine porte (ou thrombose portale) est une maladie caractérisée par l'occlusion de la veine porte par un thrombus (caillot). Elle peut être aiguë ou chronique, et l'occlusion peut être complète ou non. Elle peut provoquer une hypertension portale.

## Épidémiologie
La thrombose portale est rare, l'incidence annuelle est inférieure à 1 cas pour 100 000. 

## Causes
La thrombose portale est souvent associée à une cirrhose, à un cancer du foie ou à un cholangiocarcinome (par engainement et compression du système porte par la masse tumorale) ou à des troubles de la coagulation, dont les syndromes myéloprolifératifs et les patients porteurs de certaines mutations sur le gène de la janus kinase 2.
Elle peut compliquer une infection digestive (thrombose septique) lors, par exemple, d'une diverticulite, d'une appendicite, d'une pancréatite.
Elle peut compliquer une splénectomie avec une fréquence atteignant 5 % des interventions. La relation cause-effet n'est pas claire et le risque varie avec le motif de l'intervention : il est plus important pour un motif hématologique que pour un motif traumatique.

## Clinique
Les formes aiguës de thrombose portale se manifestent par des signes digestifs non spécifiques tels que des douleurs abdominales ou un trouble du transit.
Les formes chroniques sont souvent asymptomatiques et se manifestent par leurs complications.

## Diagnostic
Le taux sanguin des D-dimère est élevé et celui de la protéine S est bas. Ainsi un taux normal ou bas de D-dimères associé avec un taux élevé de protéine S permet d'exclure, en pratique, le diagnostic.
L'image de thrombose de la veine porte peut être obtenue avec une échographie abdominale, ou plus facilement par une scanner ou une IRM.

## Complications
La thrombose portale peut se compliquer d'une hypertension portale. Dans les pays occidentaux, il s'agit de la deuxième cause d'hypertension portale après la cirrhose.

## Traitement
La prise en charge de la thrombose portale a fait l'objet de la publication de recommandations par l'American Association for the Study Liver Diseases en 2009.
Un traitement anticoagulant doit en principe être entrepris, mais il est à mettre en balance en cas de maladie sous-jacente pouvant augmenter le risque d'hémorragie comme la cirrhose. Il permet la reperméabilisation de la veine porte dans environ 4/5e des cas, la persistance de la thrombose exposant à un risque d'hypertension portale plus important.
La fibrinolyse peut être intéressante dans les formes aiguës. 